# سیارک ۳۴۶۵
سیارک ۳۴۶۵ (به انگلیسی: 3465 Trevires، نامگذاری:1984SQ5) سه هزار و چهارصد و شصت و پنجمین سیارک کشف شده‌است که در ۲۰ سپتامبر ۱۹۸۴ کشف شد.
قدر مطلق سیارک برابر ۱۳٫۳۰ است.